# Formica ciliata
Formica ciliata é uma espécie de formiga do gênero Formica, pertencente à subfamília Formicinae.